# 涅瓦大廈
涅瓦大廈（Neva Towers）是位於莫斯科的一座複合型建築，由兩棟大樓組成。一號塔高297公尺、65層，二號塔高345公尺、79層。兩棟大樓皆於2020年完工，其中二號塔是歐洲第四高樓。